# Боровиков Олександр Михайлович
Боровиків (Боровиков) Олександр Михайлович (8.11.1898, м. Кам’янка Чигиринський повіт, Київська губернія, сучасна Черкаська область — дата смерті невідома) - український військовик, інженер-агроном; урядовець Спільної юнацької школи; звання — козак Армії УНР.

Відповідно до українського законодавства є борцем за незалежність України у ХХ столітті.

## Біографія
Олександр Боровиків народився в сім’ї Михайла Потаповича Боровиківа та Олени Іванівни Харченко. Він навчався та закінчивши Смілянську гімназію (1908 — 1917), потім поступив на математичний відділ фізико-математичного факультету Київського університету Святого Володимира, але вже 15 листопада 1918 року вирішив піти до українського війська, з яким провів весь шлях боротьби. Перебував у таборі м. Каліша. Складав пожертви на хворих вояків Армії УНР. Агрономічний відділ агрономічно-лісового факультету УГА закінчив 3 червня 1927 року.
Подальша доля невідома.